# Hệ thống mắt diều hâu
Hệ thống mắt diều hâu, hay đơn giản là Mắt diều hâu là một hệ thống máy tính phức tạp được sử dụng trong Cricket, Quần vợt và các môn thể thao khác để theo dõi quỹ đạo của bóng một cách trực quan và hiển thị bản ghi lại một vài thông số như quỹ đạo của bóng dưới dạng hình ảnh. 
Trong cricket và quần vợt hiện nay, nó là một phần của quá trình cho điểm. Các kỹ sư của Roke Manor Research Limited ở Romsey, Anh đã phát triển hệ thống này vào năm 2001. Tiến sĩ Paul Hawkins và David Sherry đã nộp một bằng sáng chế cho Vương quốc Anh, nhưng rút yêu cầu của họ. Sau đó, công nghệ này được tách ra thành một công ty riêng, Hawk-Eye Innovations Ltd, liên doanh với công ty sản xuất truyền hình Sunset + Vine, và sau đó đã được mua lại bởi Sony tháng 3 năm 2011.

## Phương pháp hoạt động
Tất cả các hệ thống Mắt diều hâu hoạt động dựa trên bản chất của công nghệ 3D bằng cách sử dụng những dữ liệu về hình ảnh và thời gian được cung cấp bởi một số máy quay video tốc độ cao đặt tại các địa điểm và góc độ khác nhau xung quanh khu vực chơi . Trong quần vợt, số máy ảnh là 10. Hệ thống này nhanh chóng xử lý các dữ liệu được cấp bằng các máy ảnh tốc độ cao và bộ theo dõi bóng. Đồng thời với đó còn có một bộ lưu trữ dữ liệu có chứa một mô hình định nghĩa trước sân bóng và cả dữ liệu về luật chơi.
Mỗi khung hình gửi từ mỗi máy ảnh, hệ thống đều định dạng như một tập hợp các điểm ảnh tương ứng với hình ảnh của quả bóng. Tiếp đó, nó tính toán cho mỗi khung ảnh vị trí 3D của bóng bằng cách so sánh vị trí đó với hai máy ảnh riêng biệt tại cùng khoảng cách và thời gian. Hình ảnh cuối cùng xây dựng nên đường đi của bóng. Nó đồng thời "dự tính" đường bay của quả bóng và nơi tiếp xúc với mặt sân dựa trên các tính năng đã được lập trình sẵn trong cơ sở dữ liệu. Hệ thống này cũng có thể dựa trên những tương tác này để xác định những hành vi phạm luật của trò chơi.
Hệ thống này tạo ra hình ảnh đồ họa của đường bóng và khu vực sân chơi, có nghĩa là thông tin có thể được cung cấp cho các trọng tài, người xem truyền hình hoặc nhân viên huấn luyện trong thời gian ngắn.
Hệ thống theo dõi này còn được kết hợp với một cơ sở dữ liệu phụ trợ với khả năng lưu trữ để nó có thể để trích xuất và phân tích các số liệu thống kê về người chơi, trận bóng, so sánh các thông số...

## Hawk-Eye Innovations Ltd

### Cricket
Công nghệ này được sử dụng lần đầu bởi Channel 4 trong một trận Test match giữa Anh và Pakistan ở Sân Lord's Cricket vào ngày 21 tháng 5 năm 2001. Nó được sử dụng chủ yếu bởi mạng lưới truyền thông với mục đích xem lại quỹ đạo bay của bóng. Trong mùa đông 2008/2009 ICC quyết định thử nghiệm hệ thống Mắt diều hâu cho bên trọng tài thứ 3 nếu có đội nào không chấp nhận phán quyết của trọng tài trên sân. Trọng tài thứ 3 có thể nhìn thấy quá trình của bóng cho đến thời điểm nó chạm vào bátman, nhưng không thể dự đoán quá trình tiếp theo.